# Stygobromus pennaki
Stygobromus pennaki är en kräftdjursart som beskrevs av Ward 1977. Stygobromus pennaki ingår i släktet Stygobromus och familjen Crangonyctidae. Inga underarter finns listade i Catalogue of Life.